# Catecol

O catecol, também conhecido como pirocatecol, é um benzenodiol. A sua fórmula química é C6H4(OH)2.

## Isolamento e síntese
O catecol foi isolado pela primeira vez em 1839 por H. Reinsch a partir da destilação da catequina (proveniente da planta (Acacia catechu L.f)) que aparece livremente na planta Kino (Pterocarpus marsupium) e no alcatrão proveniente da madeira de faia.
Este composto resulta na fusão alcalina de muitas resinas e pode ser preparado através da fusão de ácido 2-hidroxibenzenossulfônico, o-clorofenol, o-bromofenol, e ácido o-fenoldisulfónico com potassa, ou, melhor, através do aquecimento do seu éter metílico, guaiacol, C6H4(OH)(OCH3), que é um constituinte do alcatrão proveniente da madeira de faia, que contém ácido iodídrico.
O guaiacol pode ser obtido directamente a partir do alcatrão de faia, do pirocatecol (através da metilação com potassa e metilsulfato de potássio a 180ºC), ou a partir do anisol por nitração, redução do orto-nitroanisol a amino-anisol, que é posteriormente desnitrado e aquecido em água até a ebulição. Este composto funde aos 28ºC e entra em ebulição aos 250ºC. O guaiacol, o pirocatecol e muitos dos seus derivados (como, por exemplo, o veratrol) são utilizados na medicina como expectorantes e em diversos tipos de terapia, incluindo terapias de tratamento oncológico. 

## Nomenclatura
Pirocatecol é o nome recomendado pela IUPAC (International Union of Pure and Applied Chemistry) nas "Recomendações para a Nomenclatura de Química Orgânica de 1993".

## Ocorrência na natureza e utilidades
Pequenas quantidades de catecol podem aparecer naturalmente em frutos e verduras, juntamente com a enzima polifenol oxidase. Ao serem expostos ao ar, o catecol (incolor) contido nos frutos se oxida, resultando desta reacção pigmentos de cor castanho-avaermelhada derivados da benzoquinona. A enzima é inactivada através da adição de um ácido (e.g. ácido cítrico) ou através da refrigeração do produto.
A benzoquinona, produto da oxidação do catecol, é um agente antimicrobiano natural que previne na maior parte dos casos a infecção de plantas (principalmente nos seus frutos) por parte de microorganismos. 
A oxidação do catecol é também utilizada em laboratório para investigação oncológica. Alguns ensaios científicos provaram a eficácia dos produtos da oxidação do catecol (várias espécies químicas de quinonas e superóxidos) no combate a células de glioblastomas.